# Batracomorphus gobiswaterensis
Batracomorphus gobiswaterensis är en insektsart som beskrevs av Quartau 1981. Batracomorphus gobiswaterensis ingår i släktet Batracomorphus och familjen dvärgstritar. Inga underarter finns listade i Catalogue of Life.